# Kostel Narození Panny Marie (Trmice)
Poutní kostel Narození Panny Marie stojící na náměstí v Trmicích, poprvé zmíněný roku 1645, je původně barokní sakrální stavbou z 18. století, která prošla několika přestavbami. Naposledy byl upraven do dnešní podoby v letech 1898–1899 J. Stibralem, který mimo jiné přistavěl i věž.

## Architektura a historie

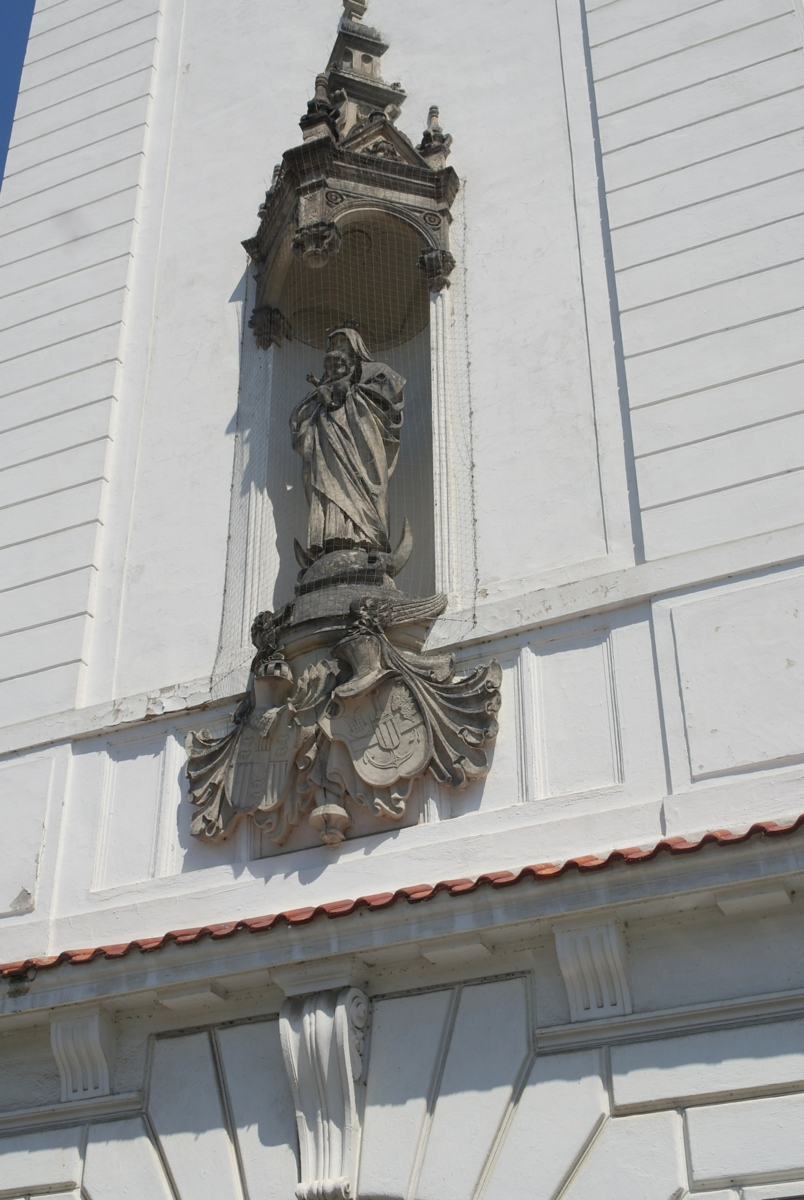
Detail Assumpty v nice věže

Kostel je jednolodní, obdélný s trojboce uzavřeným presbytářem. V nice věže nad portálem se nachází novodobá socha Assumpty. Presbytář i loď mají valenou klenbu s lunetami. K poslední velké stavební úpravě došlo v letech 1898–1899. Původní věž byla snesena a nahrazena zcela novou věží, která předstupuje hlavnímu průčelí. Vnější vzhled kostela přišel o svou dosavadní barokní tvář, kterou vystřídalo novogotické ztvárnění.
V roce 1923 byl kostel osazen čtyřmi novými zvony, z nich tři byly za II. světové války zrekvírovány pro potřeby zbrojního průmyslu. Roku 1932 byly v kostele instalovány nové varhany.
V prostoru těchto nových varhan vznikl v roce 1953 požár, jehož následky byly během relativně krátké doby odstraněny. Po roce 1972, když se zhoršil stav stropní konstrukce, byl kostel uzavřen a k jeho znovuotevření veřejnosti došlo až v září roku 1989.

### Záchrana před privatizací
V roce 2013 občanské sdružení Spolek pro záchranu kostela v Trmicích – Fiat Voluntas Tua (Buď vůle tvá), jemuž předsedá Marie Gottfriedová, zakoupilo trmický kostel Narození Panny Marie, aby jej zachránilo před privatizací poté co trmická farnost zkrachovala. Marie Gottfriedová: „Přispívali nám drobní dárci, převážně věřící z Čech a Moravy. Byly jich desítky tisíc. Mezi dárci nebyly žádné firmy, žádní milionáři, žádné podniky či jiné instituce.“ a dále: „Chceme se zasadit o to, aby trmický kostel byl duchovním, kulturním a společenským centrem Trmic a okolí. Budeme provádět pravidelnou údržbu a drobné či rozsáhlejší opravy.“

## Vybavení

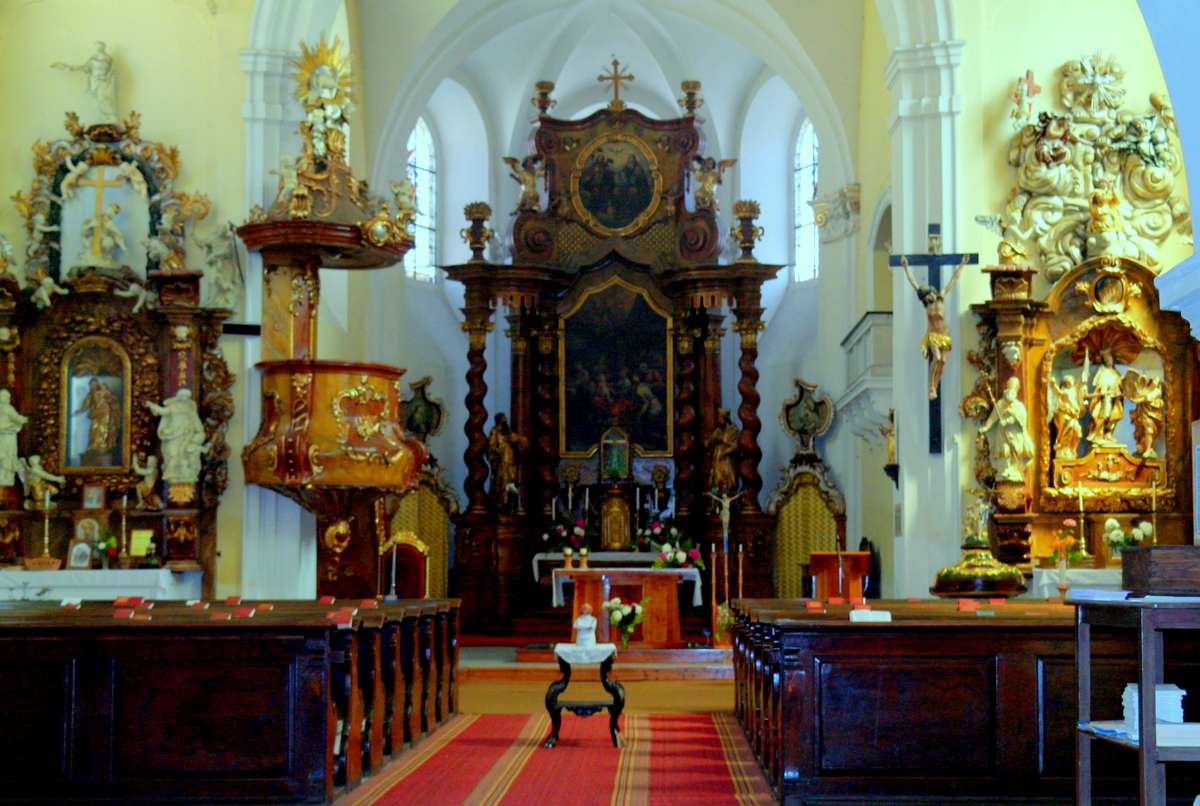
Pohled na hlavní oltář trmického kostela Narození P. Marie

Hlavní oltář je barokní a pochází z roku 1726. Tento oltář je portálový a sloupový. Nachází se na něm obraz Narození Panny Marie a obraz Nejsvětější Trojice v nástavci. Jsou na něm také sochy světců. Oltář je dílem bohosudovského řezbáře bratra Václava. V roce 1729 byl oltář vymalován, pozlacen a opatřen dvěma šlechtickými erby, které upomínají na majitele panství Františka Václava Nostice a jeho ženu Kateřinu Alžbětu rozenou Schönbornovou. Restaurován byl v roce 1936, přičemž obrazy restauroval ak. malíř Müntzberg z Litoměřic. Boční oltáře jsou barokní z roku 1727. Na jednom z nich se nachází socha sv. Josefa s Ježíškem, druhý je se sochou sv. Václava. Oltáře byly restaurovány také v roce 1936. Kazatelna je rokoková a pochází z poloviny 18. století. Je s řezanou ornamentikou mušlí a rokajů. Rovněž křtitelnice je rokoková. Její kalich je zdobený rostlinným ornamentem s rokaji. Milostná pozdně gotická dřevěná socha Assumpty s Ježíškem pochází z období kolem roku 1520. V kostele je také gotická dřevěná socha Madony, která pochází původně z Tuchomyšle. Při úpravě byla zvláště spodní část sochy silně přeřezána. Dále je zde barokní socha sv. Vavřince v okovech, která pochází z poloviny 18. století. Také barokní krucifix se skupinou lkajících osob pochází z poloviny 18. století. Při triumfálním oblouku se nachází socha sv. Kateřiny v lidovém stylu. Kamenný nápisový a znakový náhrobník pochází z roku 1695.

## Historie poutního místa
O vznik poutního místa v Trmicích se zasloužil P. Kryštof (Kristián) Václav Dont, kterého instaloval za místního faráře roku 1718 litoměřický biskup Hugo František Königsegg-Rottenfels. Dne 3. září 1731 posvětil biskup Jan Adam Vratislav z Mitrovic v trmickém kostele boční oltář Panny Marie, na němž byla umístěna asi 50 cm vysoká dřevěná barokní soška Panny Marie. Brzy poté se rozšířily zprávy, že tato socha je milostná a byla prý splněna a na její přímluv řada proseb. Celé Trmice žily tedy ve vzrušení. Do kostela začala brzy proudit procesí z blízkého i vzdálenějšího okolí. Po smrti děkana Donta roku 1746 pověst tohoto poutního místa poněkud upadla, ale od roku 1765 opět začal poutní význam Trmic stoupat a počet procesí zase rostl. Ta přicházela i ze vzdálenějších míst, například z Chomutova. Již roku 1742 byla milostná socha přenesena z bočního na hlavní oltář, na němž zůstala i ve 21. století. Největší počet poutníků přicházel zvláště o letních mariánských svátcích a poutě přetrvaly až do začátku 20. století. Poutní aktivita byla přerušena až vysídlením německy mluvících obyvatel po skončení II. světové války. V období komunistické totality v Československu byla tehdejším režimem znemožněna a po skončení totality až do druhé dekády 21. století je spíše sporadická.